# Dietmar Junker
Dietmar Junker (* 3. August 1942) ist ein deutscher Sportwissenschaftler, Hochschullehrer und Radsporttrainer.

## Leben
Junker studierte an der Deutschen Hochschule für Körperkultur (DHfK) in Leipzig, legte 1966 seine Diplomarbeit „Zur Persönlichkeit des Radsportlers“ vor, 1971 erlangte er den Doktorgrad, der Titel seiner Dissertation lautete „Untersuchungen über den Einfluß der Tretkurbellänge auf die Bewegungsstruktur, die biologische Belastung und die Leistungen der Radsportler unter Berücksichtigung ihrer Körperbaumerkmale und der spezifischen Anforderungen verschiedener Wettkampfdisziplinen“. Seine Promotion B schloss er 1979 mit der Arbeit „Zur Objektivierung leistungsbestimmender Faktoren in den Straßenradsportdisziplinen und ihrer Entwicklung im Trainingsprozeß: ein Beitrag zur Vervollkommnung der Theorie und Methodik des Trainings im Radsport“ ab. Als Professor war er an der DHfK für Theorie und Methodik des Trainings im Radsport und in den Ausdauersportarten zuständig. Junker veröffentlichte mehrere Radsport-Fachbücher wie „Radsport“ (erschienen im Jahr 1978), „Überall Radfahren: eine Anleitung für jedermann“ (1979), „Radsport - Spezialausbildung“ (1987) und „Gut in Form durch Radfahren“ (1989, gemeinsam mit Siegfried Israel). Er beschäftigte sich mit biomechanischen Aspekten des Radsports, darunter Bewegungsfrequenz und Krafteinsatz sowie der Trettechnik und darüber hinaus in trainingswissenschaftlichen Hinsicht mit dem Ausdauersport. 1990 legte er mit Günter Schnabel und Günter Thieß das Buch „Trainingstermini der Ausdauersportarten“ vor. Im Deutschen Radsport-Verband der DDR fungierte Junker als Trainerratsvorsitzender. Unter seiner Anleitung als Trainer wurde Uwe Ampler 1986 Rad-Weltmeister.
Nach dem Ende der Deutschen Demokratischen Republik sowie der Auflösung der DHfK wurde er 1990 Präsident des wiedergegründeten Sächsischen Radfahrer-Bundes sowie als Leiter des Diagnostik-, Trainings- und Fitness-Instituts innerhalb der Privaten Berufsbildungs-Akademie Leipzig GmbH und wurde somit als Dienstleister im Bereich Sportwissenschaft, sportmethodisch-medizinische Leistungsdiagnostik sowie Gesundheits- und Trainingsberatung tätig. Junker arbeitete mit Leistungssportlern wie den Radprofis Jens Lehmann, Christian Kux, Thomas Liese, Felix Groß, Robert Wagner Alexander Krieger und Robert Förster sowie mit Breitensportlern zusammen. Er betreute ebenfalls Triathleten, war ab 2009 Teamchef bei der Mannschaft „Stadtwerke Leipzig Team“. Beim Bund Deutscher Radfahrer übernahm er das Amt des Koordinators für „Wissenschaft und Forschung“ und leitete die Trainerausbildung.